# シェラトン・グランデ・オーシャンリゾート
シェラトン・グランデ・オーシャンリゾート（Sheraton Grande Ocean Resort）は、宮崎県宮崎市にあるリゾートホテルの2025年6月5日までの名称。同日まではマリオット・インターナショナルのグループホテルであった。
2025年6月6日よりフェニックス・シーガイア・オーシャン・タワーに改称している。運営はフェニックスリゾート。高さ154.0mで、宮崎県で一番高いビル。アイコニア・ホスピタリティのアイコニアコレクションに属する。2025年6月6日に、同社が当ホテルを含むシーガイア内3ホテルとコンベンション施設の業務委託契約を結び、3ホテルの名称変更が同時に行われた。

## 特徴
フェニックス・シーガイア・リゾートの中央に位置する、南九州一の高さ154mの43階建ての超高層ホテル。「アイランドシティ オーシャン&フォレスト タワーレジデンス WEST」（福岡市東区）が2022年に竣工するまでは長らく九州全体でも最高層のビルであり、2023年現在でもホテル単体の建築物としては九州最高層。
1994年10月31日にホテル・オーシャン45として開業したが、2002年にスターウッド・ホテル&リゾート（当時）の傘下に入り、シェラトン・グランデ・オーシャンリゾートに改称した。標準の客室でも50平方メートルの広さを誇り、スイートルームを含む全744室がオーシャンビュー。全室Wi-Fiによるインターネット対応可能。レストラン、ラウンジバー、コンシェルジュ・ラウンジ、ビジネスセンター、ショッピング・プロムナード、スパ、温泉、チャイルドケア・センターがある。
開業当時の名称であるホテル・オーシャン45は、地上43階に地下2階分を加えて計45階層あることから名付けられたものである。かつては、最上階の43階は有料の展望フロアとなっていて、宮崎市や太平洋を眺めることができたが、現在はチャペル風結婚式場などに改装されている。

## 客室
- 40階、および6階 - 7階はエグゼクティブフロアの「ラグジュアリー・グランデフロア」となっている。
- 33階 - 38階　グランデフロア
- 29階 - 32階、41階　オーシャンデラックスツイン
- 28階、29階　禁煙フロア

## 設備

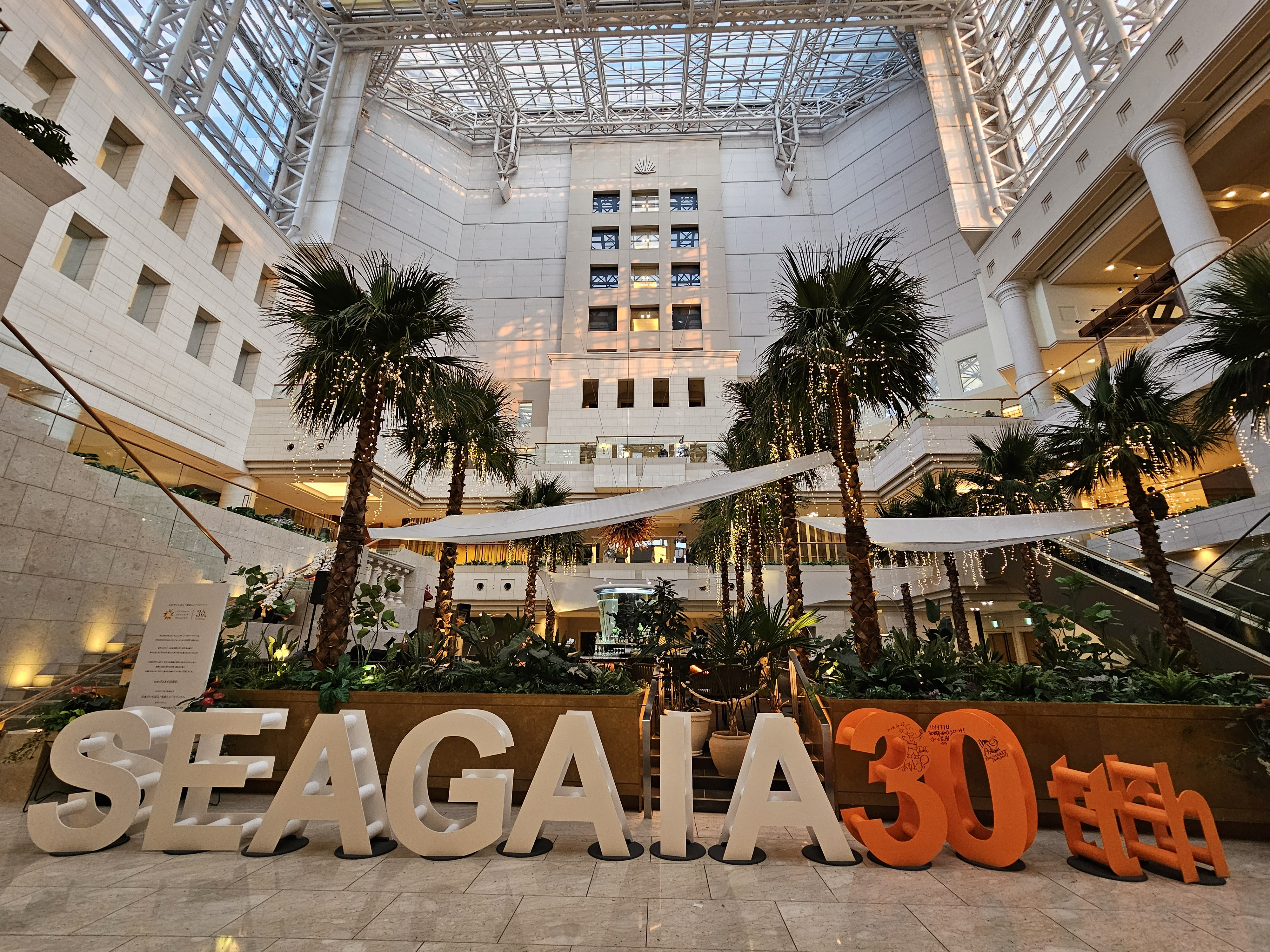
アトリウム。中央にパシフィカ（カクテルバー）

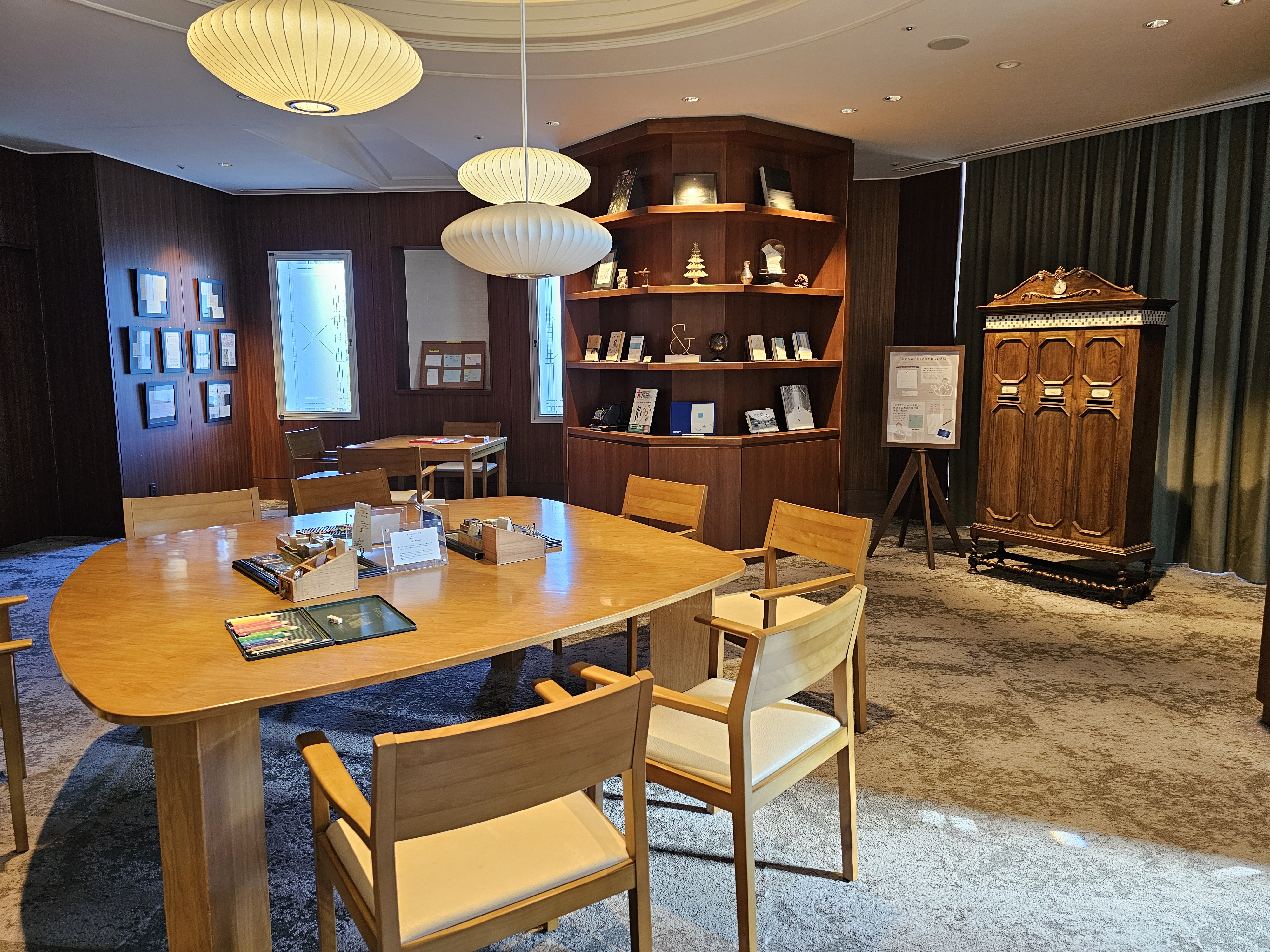
レタールーム（風待ちテラス内）

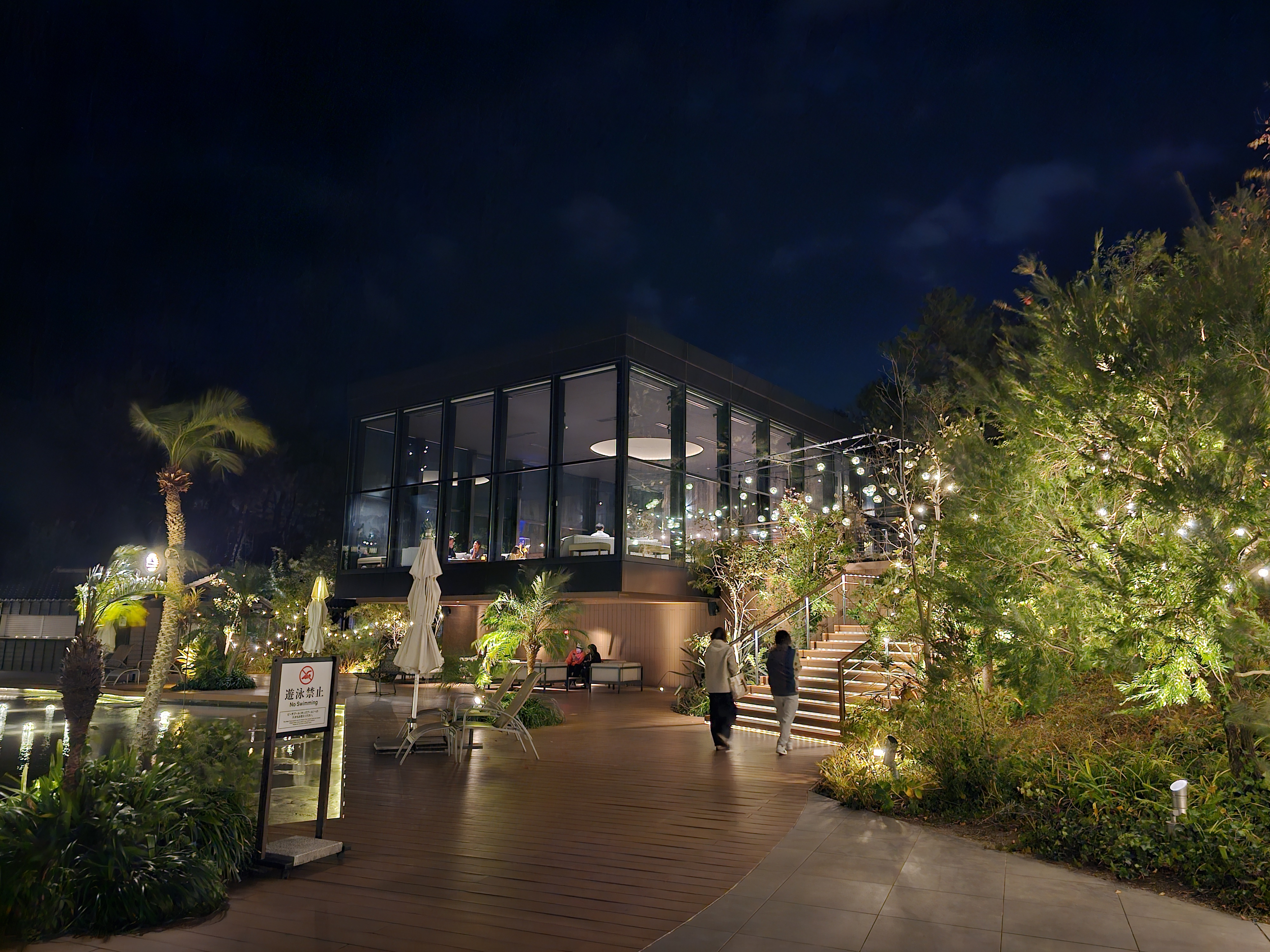
KUROBAR

- タツヤカワゴエ・ミヤザキ（イタリア料理・2016年9月末で閉店）→リストランテ・アルコ（イタリア料理・2017年2月1日開店）
- ガーデンビュッフェ「パインテラス」
- テラスバーベキュー
- 実家　くろぎ（日本料理）
- 米九（日本料理）
- 寿司処　八潮
- グランシャリオ
- ステラ（バー）
- パシフィカ（カクテルバー）
- さけのみや（焼酎バー）
- KUROBAR（バー）
- 風待ちテラス（カフェテリア）
- ふかみ（鉄板焼）
- 藍海（中国料理）
- うしのみや（牛肉割烹）
- オーシャンリゾートデパートメント（お土産物・ショップ）
- ジ・オーシャンクラブ（フィットネス）
- パライソ（カラオケBOX）
- バンヤンツリー・スパ
- チャペル｢エル・シエロ｣
- 誓いの森｢アティラウ｣
- 神前式場｢常磐殿｣

など

## 放送送信施設
- 当ホテル屋上には、コミュニティ放送局である宮崎サンシャインエフエムの送信所が置かれている。

| 放送局名                 | コールサイン | 周波数  | 空中線電力 | ERP   | 放送対象地域           | 放送区域内世帯数 | 開局日        | 置局住所           |
| ------------------------ | ------------ | ------- | ---------- | ----- | ---------------------- | ---------------- | ------------- | ------------------ |
| 宮崎サンシャインエフエム | JOZZ0AJ-FM   | 76.1MHz | 20W        | 79.6W | 宮崎市及び一部周辺地域 | 約-世帯          | 1999年2月14日 | 宮崎市山崎町字浜山 |

## アクセス
- バス
  - 宮崎空港から30分（宮崎交通：土・日・祝日のみ直行バスあり）
  - JR宮崎駅から20分（宮崎交通）